# Євглевський Сергій Юрійович
Сергій Юрійович Євглевський (нар. 3 червня 1969, Черкаси, УРСР) — радянський та український футболіст, півзахисник та нападник. Майстер спорту.

## Життєпис
Вихованець черкаського «Дніпра», перший тренер — В. Вернигора. Футбольну кар'єру розпочав у 1987 році в складі ще аматорського «Дніпра» (Черкаси). Наступного року разом з черкащанами дебютував у другій союзній лізі. У 1990—1991 роках проходив військову службу в київському СКА, після чого повернувся до «Дніпра». Влітку 1994 року став гравцем «ЦСКА-Борисфену», однак на початку наступного року перейшов до «Прикарпаття». Також виступав у фарм-клубі івано-франківців, ФК «Тисмениці». Влітку 1997 року підсилив склад львівських «Карпат». У сезоні 1998/99 років виступав у фарм клубі карпатівців, ФК «Львів». У сезоні 1999/00 років у футболці «Карпат» зіграв 1 поєдинок у Кубку УЄФА. Влітку 2000 року повернувся до черкаського клубу. У 2001 році завершив футбольну кар'єру в складі кіровоградської «Зірки».

## Досягнення
- Вища ліга чемпіонату України
  -  Бронзовий призер (1): 1997/98

- Друга ліга чемпіонату України
  -  Чемпіон (1): 1992

- Кубок України
  -  Фіналіст (3): 1998/99